# Morte no judaísmo
A morte no judaísmo não tem um conceito fixo. As interpretações dos conceitos metafísicos e dos procedimentos a serem realizados, varia conforme as épocas e as interpretações das diversas correntes judaicas. É importante saber que o conceito de inferno, da forma como é no cristianismo, não está presente no judaísmo. O "inferno" judaico se assemelha muito mais ao purgatório cristão: um lugar de limpeza da alma (que não é eterno) para que esta chegue ao "céu". 
Não há uniformidade quanto à crença e vida após a morte, com perspectivas variando desde reencarnação até à mortalidade da alma.

## Recebendo a notícia do falecimento
No judaísmo rabínico, ao se receber a notícia de um falecimento, a seguinte benção é recitada:
Transliteração: Baruch atá Ado-nai Eloheinu melech ha'olam, dayan ha-emet.

Tradução: Bendito sejas Tu, Senhor, nosso Deus, Rei do Universo, o Verdadeiro Juiz.
Há também o costume de se rasgar uma parte da roupa ao ouvir a notícia do falecimento de um parente próximo. Judeus ortodoxos têm o costume de cortar a lapela do seu terno à esquerda, sobre o coração, enquanto não-ortodoxos podem cortar a gravata ou usar um botão com uma fita preta rasgada.[carece de fontes?]

## Chevra Kadisha
Chevra Kadisha é o nome dado à sociedade, em geral formada por homens e mulheres voluntários, responsáveis pela preparação do corpo do falecido para o enterro.

## Funeral
O corpo é lavado e, dentro do possível, sepultado dentro de 24 horas após a morte. Tradicionalmente usa-se uma mortalha simples, branca, com um caixão sem enfeites ou verniz de madeira comum. O serviço fúnebre consiste na recitação da oração Kaddish em aramaico pelos parentes mais próximos e líderes religiosos.

## Sepultamento
O corpo é sepultado em um jazigo simples, com lápide constando nome e símbolos religiosos.